# Agamemnon-Klasse (1972)
Die Agamemnon-Klasse der britischen Alfred-Holt-Reedereigruppe wurde 1972/73 in fünf Einheiten gebaut. Der Name der Klasse leitete sich vom Typschiff Agamemnon ab.

## Einzelheiten
Die Schiffe entstanden 1972/73 bei der Fujinagata-Werft der Mitsui Engineering & Shipbuilding in Osaka. Der Schiffsentwurf war ein Standardtyp der Bauwerft und das Schiffsquintett wurde daher, anders als sonst bei der Holt-Gruppe üblich, ohne reedereieigene Bauaufsicht gebaut.
Die fünf Einheiten waren für den Dienst auf dem Sankt-Lorenz-Seeweg geeignete Massengutschiffe mit achtern angeordneten Aufbauten. Die Schiffe mit einer Tragfähigkeit von knapp 27.000 Tonnen verfügten über sechs Laderäume, die von stählernen McGregor-Luken verschlossen wurden. Der Ladungsumschlag erfolgte mit eigenem Ladegeschirr, das aus fünf elektrohydraulischen Kränen von jeweils acht Tonnen Kapazität bestand.
Der Antrieb bestand aus einem auf eine Einzelschraube wirkenden Sechszylinder-Zweitakt-Dieselmotor. Die Hauptmaschinen waren von Misui Zosen in Lizenz von Burmeister & Wain gefertigt. Die Energieversorgung der Schiffe bestand aus jeweils drei Hilfsdieseln à 420 kW.

## Die Schiffe
| Schiffsname | Baunummer | IMO Nummer | Indienststellung | Auftraggeber Reederei                     | Spätere Namen und Verbleib                                                                                    |
| ----------- | --------- | ---------- | ---------------- | ----------------------------------------- | --- |
| Agamemnon   | -         | 7211531    | 1972             | Ocean Fleets Limited Elder Dempster Lines | 1978 Protoporos, 1983 Alicia, 1984 Anapa, 1991 North Star, 1993 Freedom K, ab 27. September 2000 verschrottet |
| Antenor     | -         | 7224332    | 1973             | Ocean Fleets Limited -                    | 1978 Sideris, 1989 Solbulk, 1996 Kyklades K., ab 22. Mai 2001 in Chittagong abgebrochen                       |
| Achilles    | -         | 7229954    | 1972             | Blue Funnel Line Ocean Steam Ship Company | 1987 Arko, 1988 Patmos, 1995 Winner, ab 15. April 1998 in Alang verschrottet                                  |
| Ajax        | -         | 7301934    | 1. April 1973    | Ocean Titan Limited -                     | 1984 Adler, 1992 North Wind, 1993 Cannes, 1999 Elizebeth, ab 31. Oktober 2001 abgebrochen                     |
| Anchises    | -         | 7314761    | 1973             | Ocean Fleets Limited -                    | 1984 Aytodor, 1991 Aitodor, im Frühjahr 1997 zum Abbruch in Alang eingetroffen                                |